# Kopstudie
Een kopstudie is in Nederland een studierichting in het hoger onderwijs die geen eigen bacheloropleiding heeft. Een dergelijke studie kan gevolgd worden na het succesvol afronden van de bacheloropleiding van een bepaald aantal andere studierichtingen. Een voorbeeld in Nederland was milieukunde dat aan sommige universiteiten gestudeerd kon worden na het behalen van een bacheloropleiding biologie, scheikunde of een andere natuurwetenschap. 
Met een kopstudie kunnen master- en ingenieurs-titels behaald worden.